# Lalouret-Laffiteau
Lalouret-Laffiteau település Franciaországban, Haute-Garonne megyében. Lakosainak száma 137 fő (2022. január 1.). Lalouret-Laffiteau Cardeilhac, Larcan, Lodes és Saint-Marcet községekkel határos.

## Népesség
A település népességének változása:
| Lakosok száma | 124  | 104  | 113  | 110  | 138  | 132  | 134  | 135  | 135  | 137  |
|               | 1968 | 1982 | 1990 | 2006 | 2013 | 2015 | 2017 | 2019 | 2020 | 2022 |